# Dasybasis dubiosa
Dasybasis dubiosa är en tvåvingeart som först beskrevs av Ricardo 1915.  Dasybasis dubiosa ingår i släktet Dasybasis och familjen bromsar. Inga underarter finns listade i Catalogue of Life.